# Фредді Гаймор
Альфред Томас Гаймор (англ. Alfred Thomas Highmore, нар. 14 лютого 1992 року, Лондон, Велика Британія) — англійський актор.

## Життєпис
Фредді народився у Лондоні в родині, близькій до світу кіно. Його батько — актор, мати — агент з пошуку талантів. Фредді почав з'являтися на телебаченні з семирічного віку, виконуючи невеликі ролі в серіалах. Прорив Фредді стався в 2004 році, коли він зіграв роль Пітера у фільмі «Чарівна країна» (Finding Neverland). Гаймор отримав декілька нагород і номінацій за цю роль. На зйомках він також заприятелював зі своїм партнером по фільму Джонні Деппом.
Іншою значною роллю в кар'єрі молодого актора стала роль Рауля у фільмі «Два брати» (Two Brothers), в якому він знімався в сценах з тигром. Сцени з дорослим тигром були зняті з використанням комп'ютерної анімації.
Зараз Фредді живе в найдорожчому передмісті Лондона.
Гаймор  виконав роль Нормана Бейтса в драматично-трилерному серіалі «Бейтс Мотель» (2013–2017), за який тричі був номінований на телевізійну премію «Вибір критиків» за найкращого актора в драматичному серіалі та здобув приз «Народний вибір». 
У 2017 році Гаймор почав продюсувати й зніматись у ролі доктора Шона Мерфі в драматичному серіалі ABC «Добрий лікар», за який він був номінований на премію «Золотий глобус» у категорії «Найкраща чоловіча роль у телесеріалі — драма».

## Фільмографія
| Рік       | Українською               | Мовою оригіналу                     | Роль                      |
| --------- | ------------------------- | ----------------------------------- | ------------------------- |
| 1999      | Жіночі плітки             | Women Talking Dirty                 | Сем                       |
| 2004      | П'ять дітей і чарівництво | Five Children and It                | Роберт                    |
| 2004      | Два брати                 | Two Brothers                        | Молодий Рауль             |
| 2004      | Чарівна країна            | Finding Neverland                   | Пітер                     |
| 2005      | Чарлі й шоколадна фабрика | Charlie and the Chocolate Factory   | Чарлі Бакет               |
| 2006      | Артур і Мініпути          | Arthur et les minimoys              | Артур                     |
| 2006      | Хороший рік               | A Good Year                         | Молодий Макс              |
| 2007      | Золотий компас            |                                     | Пантелемон (озвучення)    |
| 2007      | Август Раш                | August Rush                         | Август Раш                |
| 2008      | Спайдервік: Хроніки       | The Spiderwick Chronicles           | Джаред Грейс/Саймон Грейс |
| 2009      | Астробой                  | Astro Boy                           | Астробой (озвучення)      |
| 2009      | Артур і помста вурдалака  | Arthur et la Vengeance de Maltazard | Артур                     |
| 2010      | Артур і війна двох світів | Arthur et la guerre des deux mondes | Артур                     |
| 2010      | Тост                      | Toast                               | Найджел                   |
| 2011      | Домашня робота            | The Art of Getting By               | Джордж                    |
| 2013-2017 | Мотель Бейтса             | Bates Motel                         | Норман Бейтс              |
| 2017-2022 | Добрий лікар              | The Good Doctor                     | Шон Мерфі                 |
| 2021      | Геніальне пограбування    | Vault                               | Те Лейбрік                |

## Нагороди та номінації
| Нагорода                       | Рік  | Категорія                                                     | Робота                    | Результат |
| ------------------------------ | ---- | ------------------------------------------------------------- | ------------------------- | --------- |
| Золотий глобус                 | 2018 | Найкраща чоловіча роль у телесеріалі — драма                  | Добрий лікар              | Номінація |
| Премія Гільдії кіноакторів США | 2005 | Найкраща чоловіча роль другого плану                          | Чарівна країна            | Номінація |
| Премія Гільдії кіноакторів США | 2005 | Найкращий акторський склад у кіно                             | Чарівна країна            | Номінація |
| Супутник                       | 2005 | Спеціальна премія за видатний молодий талант                  | Н/Д                       | Перемога  |
| Супутник                       | 2014 | Найкраща чоловіча роль у драматичному серіалі                 | Мотель Бейтса             | Номінація |
| Кінопремія «Вибір критиків»    | 2005 | Найкращий молодий актор                                       | Чарівна країна            | Перемога  |
| Кінопремія «Вибір критиків»    | 2006 | Найкращий молодий актор                                       | Чарлі й шоколадна фабрика | Перемога  |
| Кінопремія «Вибір критиків»    | 2007 | Найкращий молодий актор                                       | Хороший рік               | Номінація |
| Кінопремія «Вибір критиків»    | 2008 | Найкращий молодий актор                                       | Август Раш                | Номінація |
| Вибір телевізійних критиків    | 2014 | Найкраща чоловіча роль у драматичному серіалі                 | Мотель Бейтса             | Номінація |
| Вибір телевізійних критиків    | 2015 | Найкраща чоловіча роль у драматичному серіалі                 | Мотель Бейтса             | Номінація |
| Вибір телевізійних критиків    | 2018 | Найкраща чоловіча роль у драматичному серіалі                 | Мотель Бейтса             | Номінація |
| Вибір телевізійних критиків    | 2019 | Найкраща чоловіча роль у драматичному серіалі                 | Добрий лікар              | Номінація |
| Вибір телевізійних критиків    | 2020 | Найкраща чоловіча роль у драматичному серіалі                 | Добрий лікар              | Номінація |
| Сатурн                         | 2005 | Найкращий молодий актор або акторка                           | Чарівна країна            | Номінація |
| Сатурн                         | 2006 | Найкращий молодий актор або акторка                           | Чарлі й шоколадна фабрика | Номінація |
| Сатурн                         | 2008 | Найкращий молодий актор або акторка                           | Август Раш                | Перемога  |
| Сатурн                         | 2009 | Найкращий молодий актор або акторка                           | Спайдервік: Хроніки       | Номінація |
| Сатурн                         | 2014 | Найкращий телеактор                                           | Мотель Бейтса             | Номінація |
| Сатурн                         | 2017 | Найкращий телеактор                                           | Мотель Бейтса             | Номінація |
| HCA TV Awards                  | 2021 | Найкращий актор у телевізійному або кабельному серіалі, драма | Добрий лікар              | Номінація |
| MTV Movie Awards               | 2005 | Найкращий прорив                                              | Чарівна країна            | Номінація |